# Học thuyết Gerasimov

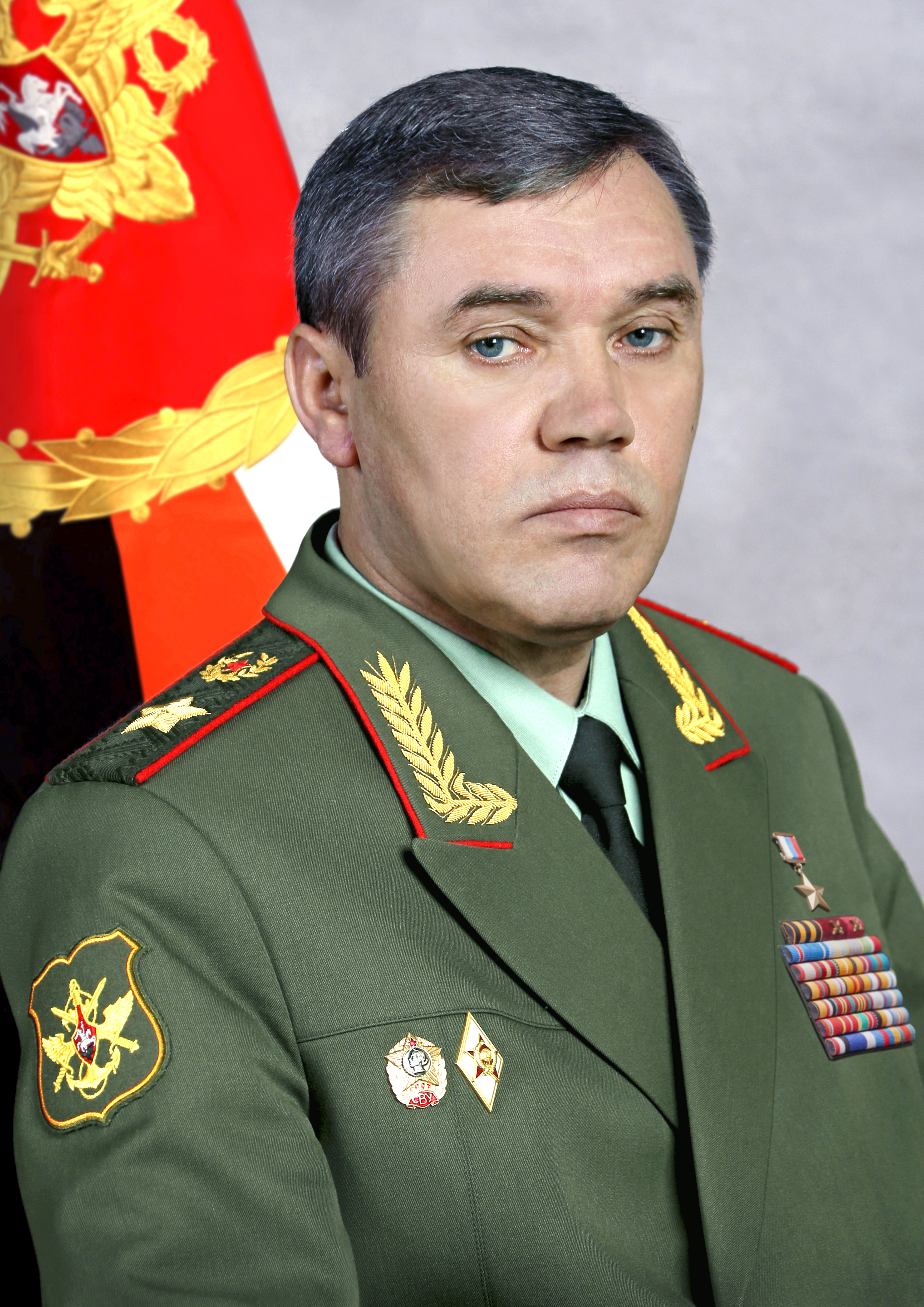
Tướng Valery Gerasimov

Học thuyết Gerasimov (Gerasimov doctrine) là một học thuyết quân sự do truyền thông phương Tây và một số nhà phân tích Nga đặt ra lấy theo tên Tổng Tham mưu trưởng Lực lượng vũ trang Nga là Tướng Valery Gerasimov. Học thuyết này dựa trên quan điểm của tướng Gerasimov về chiến tranh đương đại về Hoa Kỳ, việc thiết lập quy trình xung đột giữa các quốc gia và coi chiến tranh ngang hàng với các yếu tố về chính trị, kinh tế, thông tin, hoạt động nhân đạo và các hoạt động phi quân sự khác. Học thuyết này được biết đến sau khi Mark Galeotti đặt ra thuật ngữ này trên blog của mình có tên "In Moscow Shadows" (dưới bóng Mạc Tư Khoa) về việc Liên bang Nga sáp nhập Crimea vào năm 2014. Một số nhà phân tích phương Tây tin rằng hành động này của Nga phản ánh "Học thuyết Gerasimov" nên giúp phổ biến thuật ngữ này trở thành từ thông dụng.
Ý tưởng về sự tồn tại của "Học thuyết Gerasimov" đang bị nhiều nhà nghiên cứu và chuyên gia về tư tưởng và học thuyết quân sự Nga tranh cãi. Theo họ, các yếu tố chính của Học thuyết Gerasimov làm nền tảng cho khái niệm Chiến tranh thế hệ mới (Война нового поколения). Nhiều người cũng cho rằng Gerasimov không bao giờ muốn trình bày một học thuyết mà đúng hơn là ông đã yêu cầu các nhà khoa học của Viện Hàn lâm Khoa học Quân sự Nga nghiên cứu, tư vấn để giúp ông hiểu những cách thức mới của chiến tranh phương Tây. Căn cứ vào ngày công bố báo cáo của Gerasimov và các hành động tiếp theo của Nga, nhiều chuyên gia và truyền thông phương Tây có xu hướng gán ghép các sự kiện này lại nhằm trực tiếp quy kết chỉ ra việc Nga đã sử dụng học thuyết quân sự này để chống lại Ukraina và Hoa Kỳ.

## Nội dung
Trong quan điểm quân sự của mình, tướng Gerasimov nhấn mạnh "tầm quan trọng của việc kiểm soát không gian thông tin và sự phối hợp theo thời gian thực của tất cả các khía cạnh của chiến dịch, bên cạnh việc sử dụng các cuộc tấn công có chủ đích vào sâu trong lãnh thổ của kẻ thù và phá hủy cơ sở hạ tầng dân sự cũng như quân sự quan trọng". Ông cũng đề xuất việc ngụy trang các đơn vị quân đội chính quy dưới hình thức "cải trang thành lực lượng gìn giữ hòa bình hoặc quản lý khủng hoảng", học thuyết này giả định "đối đầu thông tin" mà không xác định rõ các hoạt động này là quân sự hay phi quân sự. Các nội dung chính yếu tóm tắt của học thuyết này theo truyền thông phương Tây và các chuyên gia nghiên cứu tổng hợp lại bao gồm các yếu tố:
- Hành động quân sự:

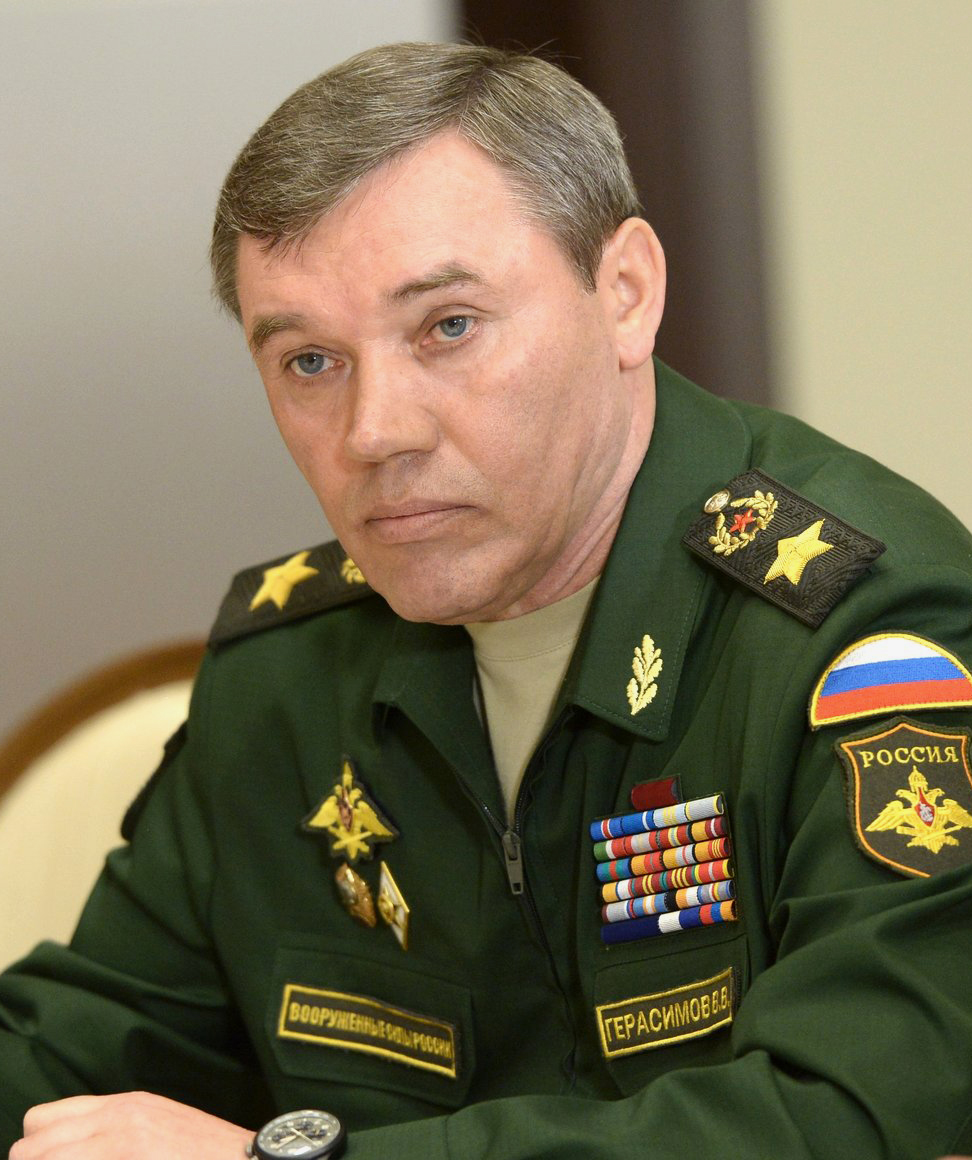
Tướng Valery Gerasimov năm 2015

  - Các biện pháp quân sự ngăn chặn chiến lược
  - Triển khai chiến lược quân sự
  - Chiến tranh
  - Hoạt động gìn giữ hòa bình
- Hành động phi quân sự:
  - Hình thành các liên minh và liên kết, đối tác
  - Áp lực chính trị và ngoại giao
  - Trừng phạt kinh tế
  - Phong tỏa kinh tế
  - Phá vỡ quan hệ ngoại giao, phá vỡ sự bao vây cô lập
  - Sự hình thành của xu hướng đối lập chính trị
  - Hành động của lực lượng đối lập, bất đồng chính kiến
  - Chuyển đổi nền kinh tế của đất nước đối đầu với Nga sang trật tự quân sự
  - Tìm cách giải quyết xung đột
  - Thay đổi bộ máy lãnh đạo chính trị của nước đối đầu với Nga
  - Thực hiện một loạt biện pháp nhằm giảm căng thẳng trong quan hệ sau khi thay đổi lãnh đạo chính trị thượng tầng.

## Phân tích
Theo một số chuyên gia, các yếu tố chính của học thuyết này dựa trên nguồn gốc lịch sử của học thuyết quân sự trước đây của Nga và cho thấy sự tương đồng đáng kinh ngạc với các điều khoản trong học thuyết "Chiến tranh không hạn chế" của Trung Quốc, xuất bản năm 1999. Người ta tin rằng học thuyết này có thể được coi là một sự diễn giải lại trong thực tế của thế kỷ XXI về khái niệm nổi tiếng về chiến tranh đặc biệt, mà trong thuật ngữ quân sự hiện đại của Nga được gọi là "phi tuyến tính". Trong khuôn khổ này, mục tiêu chính của "chiến tranh phi tuyến tính" là đạt được kết quả chiến lược và địa chính trị mong muốn, sử dụng một loạt công cụ gồm các phương pháp và phương tiện phi quân sự như ngoại giao công khai và đường bí mật, tạo áp lực kinh tế, giành được thiện cảm của người dân địa phương. Theo quân đội Mỹ, "Học thuyết Gerasimov" là hiện thân đầy đủ nhất về những thành tựu mới nhất của tư tưởng quân sự Nga trong một loại hình chiến tranh mới, thể hiện sự tích hợp chưa từng có của mọi khả năng ảnh hưởng quốc gia để đạt được lợi thế chiến lược. Dựa trên sự rời rạc của ý tưởng về chiến tranh, vốn được hình thành trong văn hóa Nga qua cuốn tiểu thuyết kinh điển Chiến tranh và hòa bình của Leo Tolstoy, Học thuyết Gerasimov đã làm mờ đi ranh giới giữa các quốc gia phân cực về "chiến tranh" và "hòa bình", đưa ra một dạng tương tự với ý tưởng của phương Tây về một vùng liên tục trung gian hay "vùng xám".
Các nhà phân tích Hoa Kỳ chỉ ra rằng việc quân đội Nga sử dụng những phát triển mới trên các phương diện đã đảo ngược một cách đáng ngạc nhiên một số mô hình cơ bản của đối đầu vũ trang đã được chỉ ra trong các tác phẩm của Carl von Clausewitz và được coi là bất biến trong nhiều thế kỷ., mô tả của Carl von Clausewitz về chiến tranh là "sự liên tục của chính trị, bằng những phương tiện khác" không còn áp dụng trong "Học thuyết Gerasimov" vì nó không coi chiến tranh là sự tiếp nối của chính trị, mà chính trị là sự tiếp nối của chiến tranh, nhấn mạnh rằng việc tiến hành quản trị hiệu quả có thể liên quan đến một kho vũ khí rộng lớn hơn gồm các phương tiện và phương pháp phi quân sự. Tương tự như vậy, Học thuyết Gerasimov buộc phải xem xét lại một số nguyên lý quan trọng khác, chẳng hạn như sự hiểu biết về lý thuyết quân sự của Carl von Clausewitz về "trọng tâm" như một điểm nỗ lực then chốt.
Một số chuyên gia phương Tây dường như lo ngại về trọng tâm rõ ràng của "Học thuyết Gerasimov" của Nga trong việc khai thác những điểm yếu của nguyên tắc ra quyết định quản trị của phương Tây trong bối cảnh xã hội vận hành theo quy trình dân chủ, vốn dựa trên một hệ thống kiểm tra, kiểm soát và đối trọng, cân bằng bao hàm việc phân tích toàn diện tình hình để đi đến thống nhất trong quyết định. Ngược lại, đối với Nga, bằng cách dựa vào mô hình quản trị của Nga (được phương Tây chỉ trích là độc tài, toàn trị, quan liêu, thiếu dân chủ), mà theo một số chuyên gia được coi là cơ sở một phần cho Học thuyết Gerasimov được cho là đã nhắm đến việc kết hợp liền mạch tất cả các thiết chế có thẩm quyền, khiến sự phối hợp giữa chúng khi thực hiện nhiệm vụ đề ra là hoàn toàn không gặp trở ngại, cản trở. Chức năng của các thiết chế, thể chế, quy trình thống nhất nội bộ này được cho là bị che giấu khỏi giới quan sát bên ngoài bằng một bức màn bí mật không thể xuyên qua và các công cụ hiện có sử dụng những thành tựu ứng dụng của kiểm soát phản xạ, về mặt lý thuyết sẽ cho phép chính quyền Nga hành động một cách cứng rắn, linh hoạt và nhanh chóng, chứ không phải bị phân mảnh do những quy ước như tính hợp pháp, tính pháp lý.

## Chỉ trích
Phần lớn các chuyên gia Nga cho rằng Gerasimov không đưa ra thêm điều gì mới và nghi ngờ sự tồn tại của học thuyết như vậy. Trong blog của mình, nhà nghiên cứu Jānis Bērziņš vốn nguyên là cựu giám đốc và nhà nghiên cứu cấp cao của Học viện Quốc phòng Latvia, đồng thời là nhà nghiên cứu không thường trú của Đại học Quốc phòng Thụy Điển đã chỉ ra rằng bài trình bày của Gerasimov và ấn phẩm sau này trên VPK chỉ phản ánh quan điểm những điểm chính mà một số nhà tư tưởng quân sự, đặc biệt là các nhà tư tưởng quân sự Nga Chekinov và Bogdanov đã nghiên cứu trong nhiều năm. Jānis Bērziņš cũng lưu ý rằng quan điểm chính của Gerasimov là ông kỳ vọng khoa học quân sự sẽ giúp các nhà lãnh đạo quân sự suy nghĩ về các vấn đề thực tế của chiến tranh, vì ông dường như lo lắng về việc Nga thiếu chiến lược để tự vệ trước cái mà ông gọi là "các mối đe dọa hỗn hợp".
Michael Kofman là Giám đốc Chương trình Nghiên cứu trong Chương trình Nghiên cứu Nga tại CNA và là thành viên tại Viện Kennan, Trung tâm Quốc tế Woodrow Wilson ở Washington, DC đồng ý rằng Mark Galeotti đã phát minh ra thuật ngữ này và nó không tồn tại trong tư duy quân sự của Nga. Ông nhấn mạnh rằng bài phát biểu của Gerasimov "phản ánh những quan điểm chung trong tư duy quân sự Nga về cách Mỹ tiến hành chiến tranh chính trị thông qua các cuộc cách mạng màu, cuối cùng được hỗ trợ bằng việc sử dụng vũ khí có độ chính xác cao, với nhiều quan sát bắt nguồn từ Mùa xuân Ả Rập. Cách giải thích của quân đội Nga (hay chính xác hơn là giải thích sai) về cách tiếp cận của Hoa Kỳ trong việc tiến hành thay đổi chế độ, kết hợp với lập luận quan liêu nhằm liên kết ngân sách của Lực lượng Vũ trang Nga, tiêu tốn hàng nghìn tỷ rúp mỗi năm, với một thách thức bên ngoài được xác định chủ yếu là chính trị".
Vào năm 2016, Roger McDermott đã chỉ ra trên tạp chí Parameters rằng Gerasimov đã cố tình bỏ qua các yếu tố thống nhất về mặt khái niệm các cuộc chiến tranh và xung đột vũ trang khác nhau, nhấn mạnh rằng mỗi cuộc chiến đều có lịch sử riêng và con đường tiến hóa và phát triển riêng. Như McDermott viết, sự phủ nhận trong bối cảnh các ý tưởng của Gerasimov về một mô hình khái quát hóa có thể được coi là một học thuyết tổng thể được bù đắp nhiều hơn bằng những ý nghĩa được các chuyên gia phương Tây gán cho tuyên bố của ông. Theo McDermott, những lầm tưởng về sự xuất hiện của học thuyết chiến tranh hỗn hợp mới nhất và nguy hiểm nhất của Nga là một trong những khía cạnh nguy hiểm nhất của cuộc đối đầu giữa Nga và NATO. Mark Galeotti đã tuyên bố trong một bài báo viết cho Chính sách đối ngoại rằng: "Học thuyết Gerasimov" nổi tiếng, được phương Tây hiểu là một "lý thuyết mở rộng về chiến tranh hiện đại" hay thậm chí là "tầm nhìn về chiến tranh tổng lực", không tồn tại trên thực tế và chính ông là người phát minh ra thuật ngữ này. Trong một bài báo năm 2018 về Nghiên cứu phê bình về an ninh, Galeotti tuyên bố rằng: "Đây không phải là "cách chiến tranh mới". Nó không phải là ý tưởng của Gerasimov và nó không phải là một học thuyết".